# セルマの戦い
座標: 北緯32度25分26秒 西経87度01分25秒 / 北緯32.4240度 西経87.0237度

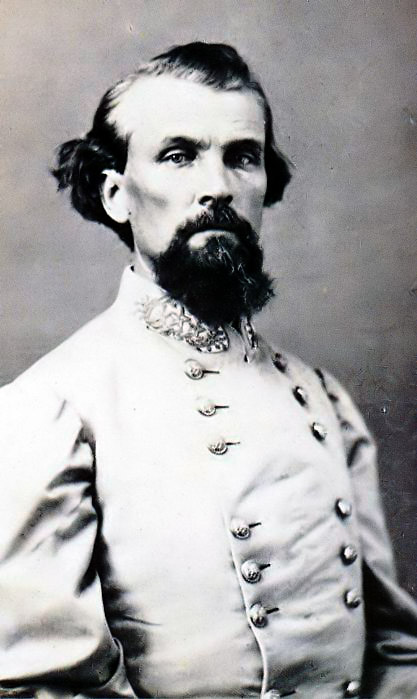
南軍のネイサン・ベッドフォード・フォレスト将軍

セルマの戦い（セルマのたたかい、英: Battle of Selma）は、南北戦争の終戦が見えてきた1865年4月2日、アラバマ州セルマで起きた戦闘である。当時のセルマは人口約1万人の町だった。北軍のジェイムズ・H・ウィルソン少将が指揮する部隊が、南軍ネイサン・ベッドフォード・フォレストが指揮する部隊を破った。
1865年3月22日、ウィルソンは騎兵3個師団、総勢13,500名を率い、テネシー州からアラバマ州に入った所にあるグレイブリースプリングスを出発し、この戦争ではほとんど無傷のまま残されていたアラバマ州南部深くにむけて襲撃に向かった。ウィルソン軍団に対抗したのがフォレスト中将の率いる総勢2,000名の部隊であり、その多くは老人や少年だった。4月1日にはエベネザー教会の戦いで、フォレスト隊と駆けながらの戦闘となり、フォレスト隊がセルマ市に退却し、そこの守備隊と合流した。ウィルソンはセルマに向かいながら、自隊を3隊に分けた。セルマの防御は強固だったが、それを活かせるだけの兵力が無かった。ウィルソンの部隊が幾つかの地点で防御線を突破し、市内の南軍を降伏させた。フォレストやリチャード・テイラー中将を含め士官、兵卒の多くがその降伏の前に市を脱出した。セルマの町はフォレストですら難攻不落と考えていたところだったが、アメリカ連合国に残されていた地域に入って来る容赦しない北軍の圧倒的な動きを止めることはできないことを示すことになった。

## 戦闘に至る背景
当時、セルマは南部の軍需品産業の中心であり、莫大な物資や弾薬を製造し、装甲艦CSSテネシーまで建造した。セルマの鉄工所と製鉄所は、バージニア州リッチモンドのトレデガー鉄工所に次いで、南部では2番目の武器生産拠点と見なされていた。このように生産能力が集中する戦略的な位置づけにあったので、南北戦争の後半では北軍によるアラバマ州襲撃の標的になった。
1865年3月30日、ウィルソン将軍がジョン・T・クロクストン将軍の旅団を派遣して、アラバマ州タスカルーサの南軍施設をすべて破壊しようとした。ウィルソンの部隊は南軍の密偵を捕まえ、フォレスト将軍がその分散した部隊の勢力や配置を詳述した文書を運んでいたことが分かった。ウィルソンは1個旅団を送ってセンタービルでカハバ川に架かる橋を破壊させ、それでフォレストの援軍の大半がこの地域に入れないようにした。ウィルソンはフォレストの部隊と走りながらの戦闘を始め、それはセルマの町が陥落した後まで続くことになった。フォレストは中部テネシー方面作戦で敗北した後で、その配下の部隊を再構成するために、ミシシッピ州、アラバマ州、テネシー州に散開させていた。3月下旬の数日間は部隊を統合するために苦闘していたが、そこにウィルソンの騎兵隊が南下してきた。
4月1日は午前中一杯に小競り合いが続いた後の午後、ウィルソンの前衛部隊がエベネザー教会でフォレストの戦列と遭遇した。ランドルフ道路とセルマの幹線道が交差するあたりだった。フォレストは全軍をもってあたればウィルソンの部隊に対抗できると見ていた。しかし、洪水による遅れや、それ以前に敵と遭遇したこともあって、フォレストの下に集まった兵は2,000名足らずであり、その多くは古参兵ではなく、老人と少年で構成された訓練も足りない民兵だった。
勢力も武装も劣った南軍は、北軍の多勢の騎兵や砲兵が戦場に配置される中で、1時間以上も勇敢に戦った。フォレスト自身もサーベルを持った北軍の大尉に傷つけられたが、フォレストはそのレボルバー拳銃で大尉を射殺した。最後は北軍騎兵の突撃で南軍民兵隊が崩壊し、フォレスト隊はその右側面を衝かれた。フォレストは厳しい圧力を受けながらの撤退を強いられた。この戦闘はウィルソン軍の動きを大きく遅らせることも、損傷を与えることもできなかった。

## セルマでの戦い
翌4月2日早朝、フォレストはセルマに到着したが、その様子は「馬も乗り手も血に染まっていた」と言われている。フォレストは守備隊指揮官のリチャード・テイラー将軍にセルマ市から出て行くよう忠告した。テイラーは守備部隊の指揮をフォレストに渡した後に出て行った。セルマの町は半円状に取り巻く長さ3マイル (5 km) の城壁に守られていた。北と南の外れはアラバマ川で止まっていた。この防御工作物は2年前に造られ、その後はほとんど手を入れていなかったが、それでも頑強なものだった。壁の高さは8フィート (2.4 m) から12フィート (3.6 m)、底部の厚さは15フィート (4.5 m) あり、幅4フィート (1.2 m)、深さ5フィート (1.5 m) の濠が前面にあった。その前には高さ5フィート (1.5 m) の柱を地面に打ち込んだ柵があり、その先端は尖っていた。壁から突き出た位置には土盛りの上に大砲が置かれ、攻撃が行われた場合の地面を狙えるようになっていた。
フォレストの守備隊は、自分のテネシー護衛中隊、ヘンリー・マッカローのミズーリ連隊、エドワード・クロスランドのケンタッキー旅団、フィリップ・デール・ロディのアラバマ旅団、フランク・アームストロングのミシシッピ旅団、ポイント・クーピー砲兵隊、ダニエル・W・アダムズ将軍の州予備隊で構成されていた。これに砦守備を「志願」したセルマ市民が加わった。これら全てを合わせても4,000名足らずであり、やっとその半分が軍人だった。セルマの要塞は2万名で守るように建造されていた。フォレストの部下は胸壁の上に互いに10ないし12フィート (3 - 3.6 m) 離れて立つしか無かった。

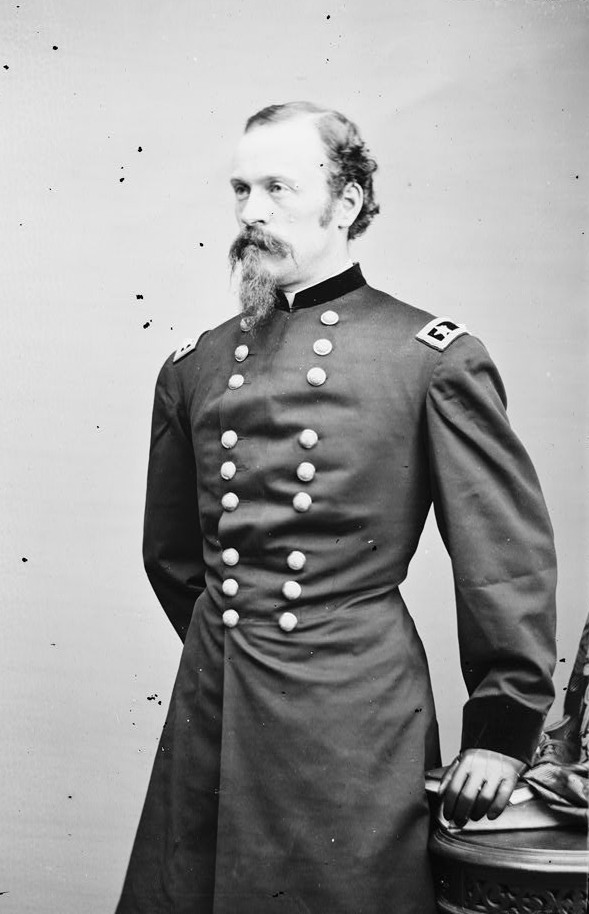
北軍のジェイムズ・H・ウィルソン将軍

ウィルソンの部隊は午後2時にセルマ要塞の前に到着した。ウィルソンはイーライ・ロング准将の師団をサマーフィールド道路の向こうに配置し、シカゴ・ボード・オブ・トレード・バッテリーを支援に置いた。エモリー・アプトン少将の師団はレンジライン道路の向こうに配し、アメリカ第4砲兵隊第1大隊に支援させた。ウィルソンの部隊は装備も良く、訓練を積まれた9,000名が攻撃に使えた。北軍の作戦は、暗くなった後でアプトンが300名を派遣して南軍右翼の湿地を渡り、胸壁内に入り、側面攻撃から胸壁の線にそって中央に側面攻撃するというものだった。アプトン隊の大砲からの発砲で、北軍全軍による攻撃開始の合図になる予定だった。しかし、午後5時、イーライ・ロングの後方にあった輜重隊が、フォレストの分散させていた部隊でセルマに向かっていた前衛部隊に攻撃された。ロングもアプトンもその後衛にはその様な動きに備えてかなりの人員を配置していた。しかしロングは後方からの敵の攻撃を無効化するために、セルマ要塞への攻撃開始を決断した。
ロングの部隊は3つの戦列を1列になって攻撃した。馬を下り、7連発スペンサー・カービン銃を発砲し、自部隊の大砲に支えられた。南軍は小火器と大砲で激しく反撃した。南軍の砲兵は手元に中実の砲弾しか無かったが、すぐ近くの武器庫では対人用弾丸として効果的な弾筒を数多く製造していた。北軍はロング将軍自身を含め多くの損失を出したが、攻撃を続けた。北軍兵が胸壁に達すると凶暴な白兵戦になった。両軍の多くの兵士が棍棒がわりに使われたマスケット銃で殴り落とされたが、北軍兵が胸壁の中になだれ込み続けた。守備兵が圧倒的に少なく、30分足らずの間にロング隊はサマーフィールド道路を守っていた胸壁を占領した。
一方、アプトン将軍はロング隊の成功を見て、その師団に前進を命令した。防御部隊を圧倒し、間もなくアメリカ国旗がレンジライン道路からサマーフィールド道路へ続く胸壁の上で振られているのが見られた。一旦外壁が落ちた後、ウィルソン将軍自身がアメリカ第4騎兵連隊を率いて、レンジライン道路を馬で突撃し、まだ未完成だった内側の壁に向かった。後退していた南軍兵が内壁に達したところで鼓舞され、突撃してくる部隊に破壊的な一斉射撃を浴びせた。これで突撃が止まり、ウィルソンのお気に入りの馬が負傷して、ウィルソンは地面に投げ出された。ウィルソンは直ぐに傷ついた馬に再度跨り、数個連隊による下馬しての攻撃を命じた。南軍の混成部隊がセルマの鉄道駅と、隣接する線路床に陣取って、プランターズビル道路（現在のブロード通り）の側で抵抗しようとしていた。ここでの戦闘は激しいものになったが、午後7時までに勢力に勝る北軍が南軍の側面を衝くことができた。南軍はこの駅と内壁を放棄した。

## 戦いの後
北軍は数百名の南軍兵を捕虜にしたが、なお数百名は暗闇の中でバーンズビル道路を逃亡した。その中にはフォレスト、アームストロング、ロディの各将軍が入っていた。その西では、多くの南軍兵が追跡する北軍と戦いながら、バレー・クリークの東岸まで後退した。彼等はバレー・クリークがアラバマ川に合流する地点近くで暗闇の中を泳いで川を渡り、逃亡した。今日、この場所でセルマの戦いの再現が行われている。フォレストはこの市内から逃亡する時に北軍兵を1人殺しており、南北戦争の戦闘中に自ら殺した30人目の者になった。このセルマの戦いで北軍は359名の損失を出し、一方南軍の損失は2,700名以上となったが、その大半は捕虜になった者達だった。また大砲32門も奪われた。
勝ち誇った北軍はその夜市内を略奪し、多くの企業や民家を焼いた。翌週は武器庫や海軍製鉄所を破壊するために使われた。最後にセルマを離れてアラバマ州の州都モンゴメリーに移動し、復活祭の日曜日（4月16日）にはジョージア州コロンバスの戦いを戦い、ジョージア州メイコンまで進んで戦争が終わったことを知った。5月10日、この部隊はジョージア州アーウィンズビルでアメリカ連合国大統領ジェファーソン・デイヴィスを捕まえた。